# Marte Stokstad
Marte Grønvold Stokstad, född 15 juni 1978 i Sarpsborg är en norsk programledare. Hon ledde Norsk Melodi Grand Prix 2010 och Norsk Melodi Grand Prix 2012. Hon var programledare för Idol 2007 tillsammans med Kyrre Holm Johannesen. 